# Rev-9
Le Rev-9 est un personnage de science-fiction, servant d'antagoniste principal dans Terminator: Dark Fate, le sixième épisode de la série de films Terminator. Il est interprété par Gabriel Luna,.

## Personnage

### Présentation
Le Rev-9 est un androïde avancé envoyé du futur par Légion (une Intelligence artificielle qui a succédé à Skynet après la modification de la chronologie suivant les événements de Terminator 2 : Le Jugement dernier) pour mettre fin à une femme nommée Dani Ramos. Il a un endosquelette solide traditionnel recouvert d'un exosquelette en métal liquide pouvant complètement diviser ces deux composants en deux unités distinctes et entièrement autonomes. La séparation n'affaiblit pas significativement l'une ou l'autre unité, ce qui fait du Rev-9 l'un des modèles Terminator les plus redoutables jamais vus. Son polyalliage et son endosquelette peuvent se séparer et se fusionner à un rythme rapide, lui permettant de se séparer ou de se fusionner pendant le combat sans cesser ses déplacements.

### Capacités
Le Rev-9 peut changer de forme pour prendre l'apparence de ses victimes et transformer ses bras pour former des armes poignardantes et d'autres formes, comme des crochets pour escalader des surfaces verticales. Il peut détacher une partie de son métal liquide pour former des armes portatives comme des lances. Il est capable de se régénérer à partir de pratiquement n'importe quel dommage physique, y compris les dommages causés à son endosquelette. Son endosquelette est également capable de traverser les murs et de subir plus de dommages que les modèles précédents, ainsi que d'ajuster sa forme physique pour se plier d'une manière inhumaine.
Le Rev-9 a une personnalité qui manquait généralement aux machines de Skynet, prétendant que tout son corps est une arme lorsqu'il traverse un détecteur de métaux et qu'il s'excuse avant de tuer des agents de la police des frontières. Il tente également de raisonner le T-800, Grace et Sarah Connor en leur demandant pourquoi ils ne veulent pas se tenir à l'écart et laisser Dani Ramos mourir, laissant entendre qu'il les laissera partir en paix s'ils ne se mettent pas en travers de son chemin, ce qui indique qu'il a la capacité de faire preuve de clémence. Cependant, révéler ces attributs émotionnels ne fait que semer la terreur chez ses adversaires et le rendre sociopathe. Ainsi, il est vraiment impossible de le raisonner ou de le négocier parce qu'il est insensé. 
Au combat, bien que le Rev-9 soit encore dangereux, que ses deux parties soient intégrées ou séparées, il est légèrement plus vulnérable lorsqu'il est séparé ; il est capable de tirer à la mitrailleuse sur le visage sans s'arrêter lorsqu'il est intégré, lorsque séparé son endosquelette peut être lancé sur de longues distances par le T-800 tandis que le soldat Grace, qui est une humaine augmentée, peut essentiellement couper son extérieur en morceaux avec une chaîne, mais il a pu se relever de cette attaque.